# Austin Krajicek
Austin Krajicek (Tampa, 16 giugno 1990) è un tennista statunitense.
Specializzato nel doppio, è stato numero 1 del ranking mondiale da giugno 2023 a gennaio 2024 e di nuovo a marzo 2024.

## Biografia
Lontano cugino dei tennisti olandesi Richard Krajicek e Michaella Krajicek, si è messo in luce soprattutto in doppio, vincendo 14 titoli ATP tra i quali il Roland Garros 2023 insieme a Ivan Dodig. Nel 2024 ha conquistato la medaglia d'argento ai Giochi di Parigi con Rajeev Ram, dopo essere arrivato al quarto posto nell'edizione di Tokyo nel 2021 con Tennys Sandgren. Nel doppio misto ha disputato la finale agli US Open 2023, persa in coppia con Jessica Pegula.
In precedenza aveva giocato soprattutto nei tornei dei circuiti ITF e Challenger, vincendo diversi titoli soprattutto in doppio. In singolare ha raggiunto la 94ª posizione del ranking mondiale nel 2015, e dal luglio 2018 disputa tra i professionisti solo tornei di doppio.

## Statistiche

### Doppio

#### Vittorie (14)
| Legenda              |
| -------------------- |
| Grande Slam (1)      |
| ATP Finals (0)       |
| ATP Masters 1000 (1) |
| ATP Tour 500 (4)     |
| ATP Tour 250 (8)     |

| N.  | Data              | Torneo                                     | Superficie  | Compagno          | Avversari in finale                     | Punteggio            |
| 1.  | 21 ottobre 2018   | Kremlin Cup, Mosca                         | Cemento (i) | Rajeev Ram        | Maks Mirny Philipp Oswald               | 7-6(4), 6-4          |
| 2.  | 15 giugno 2019    | Libéma Open, 's-Hertogenbosch              | Erba        | Dominic Inglot    | Marcus Daniell Wesley Koolhof           | 6-4, 4-6, [10-4]     |
| 3.  | 28 luglio 2019    | Atlanta Open, Atlanta                      | Cemento     | Dominic Inglot    | Bob Bryan Mike Bryan                    | 6-4, 6(5)-7, [11-9]  |
| 4.  | 13 settembre 2020 | Austrian Open Kitzbühel, Kitzbühel         | Terra rossa | Franko Škugor     | Marcel Granollers Horacio Zeballos      | 7-6(5), 7-5          |
| 5.  | 22 maggio 2022    | Open Parc Auvergne-Rhône-Alpes Lyon, Lione | Terra rossa | Ivan Dodig        | Máximo González Marcelo Melo            | 6-3, 6-4             |
| 6.  | 23 ottobre 2022   | Tennis Napoli Cup, Napoli                  | Cemento     | Ivan Dodig        | Matthew Ebden John Peers                | 6-3, 1-6, [10-8]     |
| 7.  | 30 ottobre 2022   | Swiss Indoors, Basilea                     | Cemento (i) | Ivan Dodig        | Nicolas Mahut Édouard Roger-Vasselin    | 6-4, 7-6(5)          |
| 8.  | 19 febbraio 2023  | Rotterdam Open, Rotterdam                  | Cemento (i) | Ivan Dodig        | Rohan Bopanna Matthew Ebden             | 7-6(5), 2-6, [12-10] |
| 9.  | 16 aprile 2023    | Monte Carlo Masters, Montecarlo            | Terra rossa | Ivan Dodig        | Romain Arneodo Tristan-Samuel Weissborn | 6-0, 4-6, [14-12]    |
| 10. | 10 giugno 2023    | Roland Garros, Parigi                      | Terra rossa | Ivan Dodig        | Sander Gillé Joran Vliegen              | 6-3, 6-1             |
| 11. | 24 giugno 2023    | Queen's Club Championships, Londra         | Erba        | Ivan Dodig        | Taylor Fritz Jiří Lehečka               | 6-4, 6(5)-7, [10-3]  |
| 12. | 4 ottobre 2023    | China Open, Pechino                        | Cemento     | Ivan Dodig        | Wesley Koolhof Neal Skupski             | 6(12)–7, 6–3, [10–5] |
| 13. | 16 giugno 2025    | Stuttgart Open, Stoccarda                  | Erba        | Santiago González | Alex Michelsen Rajeev Ram               | 6-4, 6-4             |
| 14. | 29 giugno 2025    | Mallorca Championships, Maiorca            | Erba        | Santiago González | Robert Galloway Yuki Bhambri            | 6-1, 1-6, [15-13]    |

#### Finali perse (18)
| Legenda              |
| -------------------- |
| Grande Slam (1)      |
| ATP Finals (0)       |
| Argenti olimpici (1) |
| ATP Masters 1000 (4) |
| ATP Tour 500 (3)     |
| ATP Tour 250 (9)     |

| N.  | Data              | Torneo                               | Superficie  | Compagno              | Avversari in finale                      | Punteggio              |
| 1.  | 10 gennaio 2016   | Chennai Open, Chennai                | Cemento     | Benoît Paire          | Oliver Marach Fabrice Martin             | 3-6, 5-7               |
| 2.  | 10 febbraio 2018  | Ecuador Open, Quito                  | Terra rossa | Jackson Withrow       | Nicolás Jarry Hans Podlipnik-Castillo    | 6(6)-7, 3-6            |
| 3.  | 30 settembre 2018 | Chengdu Open, Chengdu                | Cemento     | Jeevan Nedunchezhiyan | Ivan Dodig Mate Pavić                    | 2-6, 4-6               |
| 4.  | 2 marzo 2019      | Open del Messico, Acapulco           | Cemento     | Artem Sitak           | Alexander Zverev Misha Zverev            | 6-2, 6(4)-7, [5-10]    |
| 5.  | 3 agosto 2019     | Los Cabos Open, Los Cabos            | Cemento     | Dominic Inglot        | Romain Arneodo Hugo Nys                  | 5-7, 7-5, [14-16]      |
| 6.  | 18 luglio 2021    | Hall of Fame Open, Newport           | Cemento     | Vasek Pospisil        | William Blumberg Jack Sock               | 2-6, 6(3)-7            |
| 7.  | 22 agosto 2021    | Cincinnati Open, Cincinnati          | Cemento     | Steve Johnson         | Marcel Granollers Horacio Zeballos       | 6(5)-7, 6(5)-7         |
| 8.  | 28 agosto 2021    | Winston-Salem Open, Winston-Salem    | Cemento     | Ivan Dodig            | Marcelo Arévalo Matwé Middelkoop         | 7-6(5), 5-7, [6-10]    |
| 9.  | 4 giugno 2022     | Open di Francia, Parigi              | Terra rossa | Ivan Dodig            | Jean-Julien Rojer Marcelo Arévalo        | 7-6(4), 6(5)-7, 3-6    |
| 10. | 7 agosto 2022     | Washington Open, Washington          | Cemento     | Ivan Dodig            | Nick Kyrgios Jack Sock                   | 5-7, 4-6               |
| 11. | 16 ottobre 2022   | Firenze Open, Firenze                | Cemento (i) | Ivan Dodig            | Nicolas Mahut Édouard Roger-Vasselin     | 6(3)-7, 3-6            |
| 12. | 7 novembre 2022   | Paris Masters, Parigi                | Cemento (i) | Ivan Dodig            | Wesley Koolhof Neal Skupski              | 6(5)-7, 4-6            |
| 13. | 14 gennaio 2023   | Adelaide International 2, Adelaide   | Cemento     | Ivan Dodig            | Jean-Julien Rojer Marcelo Arévalo        | Walkover               |
| 14. | 1º aprile 2023    | Miami Open                           | Cemento     | Nicolas Mahut         | Édouard Roger-Vasselin Santiago González | 6(4)-7, 5-7            |
| 15. | 30 giugno 2023    | Eastbourne International, Eastbourne | Erba        | Ivan Dodig            | Nikola Mektić Mate Pavić                 | 4-6, 2-6               |
| 16. | 1º marzo 2024     | Dubai Tennis Championships, Dubai    | Cemento     | Ivan Dodig            | Tallon Griekspoor Jan-Lennard Struff     | 4–6, 6–4, [6–10]       |
| 17. | 29 marzo 2024     | Miami Open, Miami                    | Cemento     | Ivan Dodig            | Rohan Bopanna Matthew Ebden              | 7–6(3), 3–6, [6–10]    |
| 18. | 3 agosto 2024     | Giochi olimpici, Parigi              | Terra rossa | Rajeev Ram            | Matthew Ebden John Peers                 | 7–6(6), 6(1)–7, [8–10] |

### Doppio misto

#### Finali perse (1)
| Legenda                 |
| ----------------------- |
| Australian Open (0)     |
| Open di Francia (0)     |
| Torneo di Wimbledon (0) |
| US Open (1)             |
| Argenti Olimpici (0)    |

| N. | Anno             | Torneo            | Superficie | Compagno       | Avversari in finale            | Punteggio |
| 1. | 9 settembre 2023 | US Open, New York | Cemento    | Jessica Pegula | Anna Danilina Harri Heliövaara | 3-6, 4-4  |

### Tornei minori

#### Singolare

##### Vittorie (8)
| Legenda tornei minori |
| Challenger (2)        |
| Futures (6)           |

| N. | Data             | Torneo                              | Superficie  | Avversario in finale     | Punteggio           |
| 1. | 7 settembre 2014 | Open Medellin, Medellín             | Terra rossa | João Souza               | 7-5, 6-3            |
| 2. | 12 Aprile 2015   | Internacional Challenger León, León | Cemento     | Adrián Menéndez Maceiras | 6(3)-7, 7-6(5), 6-4 |

#### Doppio

##### Vittorie (32)
| Legenda tornei minori |
| Challenger (20)       |
| Futures (12)          |

## Risultati in progressione
| Sigla | Risultato               |
| ----- | ----------------------- |
| V     | Vincitore               |
| F     | Finalista               |
| SF    | Semifinalista           |
| O     | Oro olimpico            |
| A     | Argento olimpico        |
| SF    | Bronzo olimpico         |
| QF    | Quarti di Finale        |
| 4T    | Quarto turno            |
| 3T    | Terzo turno             |
| 2T    | Secondo turno           |
| 1T    | Primo turno             |
| RR    | Round Robin             |
| LQ    | Turno di qualificazione |
| A     | Assente                 |
| ND    | Non disputato           |

| Legenda superfici    |
| -------------------- |
| Cemento              |
| Terra battuta        |
| Erba                 |
| Superficie variabile |

### Singolare
| Tornei Grande Slam         |     |               |               |               |     |               |               |               |     |               |               |     |
| Australian Open, Melbourne | A   | A             | A             | A             | A   | A             | Q2            | Q2            | 2T  | A             | A             | 1-1 |
| Open di Francia, Parigi    | A   | A             | A             | A             | A   | A             | Q1            | Q1            | A   | A             | A             | 0-0 |
| Wimbledon, Londra          | A   | A             | A             | A             | A   | A             | Q1            | Q1            | Q3  | A             | A             | 0-0 |
| US Open, New York          | 1T  | A             | A             | A             | A   | Q1            | Q2            | 2T            | Q1  | Q2            | A             | 1-2 |
| Vittorie-Sconfitte         | 0-1 | 0-0           | 0-0           | 0-0           | 0-0 | 0-0           | 0-0           | 1-1           | 1-1 | 0-0           | 0-0           | 2-3 |
| Giochi Olimpici            |     |               |               |               |     |               |               |               |     |               |               |     |
| Giochi Olimpici            | A   | Non disputati | Non disputati | Non disputati | A   | Non disputati | Non disputati | Non disputati | A   | Non disputati | Non disputati | 0-0 |
| Vittorie-Sconfitte         | 0-0 | Non disputati | Non disputati | Non disputati | 0-0 | Non disputati | Non disputati | Non disputati | 0-0 | Non disputati | Non disputati | 0-0 |

### Doppio
| Tornei Grande Slam         |     |     |               |               |               |     |               |               |               |               |     |               |               |       |
| Australian Open, Melbourne | A   | A   | A             | A             | 2T            | 2T  | A             | A             | 2T            | 3T            | A   | 2T            | 1T            | 6-6   |
| Open di Francia, Parigi    | A   | A   | A             | A             | 2T            | A   | A             | A             | 1T            | 2T            | 2T  | F             | V             | 14-5  |
| Wimbledon, Londra          | A   | A   | A             | 2T            | A             | Q2  | A             | 1T            | 1T            | ND            | 1T  | 3T            |               | 3-4   |
| US Open, New York          | 1T  | A   | 2T            | 1T            | 1T            | 1T  | 2T            | QF            | 2T            | 1T            | 2T  | 2T            |               | 8-11  |
| Vittorie-Sconfitte         | 0-1 | 0-0 | 1-1           | 1-2           | 2-3           | 1-2 | 1-1           | 3-2           | 2-4           | 3-3           | 2-3 | 9-3           | 6-1           | 31-26 |
| Giochi Olimpici            |     |     |               |               |               |     |               |               |               |               |     |               |               |       |
| Giochi Olimpici            | ND  | A   | Non disputati | Non disputati | Non disputati | A   | Non disputati | Non disputati | Non disputati | Non disputati | SF  | Non disputati | Non disputati | 3-2   |
| Vittorie-Sconfitte         | ND  | 0-0 | Non disputati | Non disputati | Non disputati | 0-0 | Non disputati | Non disputati | Non disputati | Non disputati | 3-2 | Non disputati | Non disputati | 3-2   |

### Doppio misto
Aggiornato a tutto il 2020.
| Tornei Grande Slam         |               |               |               |     |               |               |               |               |     |
| Australian Open, Melbourne | A             | A             | A             | A   | A             | A             | A             | 1T            | 0-1 |
| Open di Francia, Parigi    | A             | A             | A             | A   | A             | A             | 2T            | ND            | 1-1 |
| Wimbledon, Londra          | A             | A             | A             | A   | A             | A             | A             | ND            | 0-0 |
| US Open, New York          | 1T            | A             | A             | A   | A             | A             | 1T            | ND            | 0-2 |
| Vittorie-Sconfitte         | 0-1           | 0-0           | 0-0           | 0-0 | 0-0           | 0-0           | 1-2           | 0-1           | 1-4 |
| Giochi Olimpici            |               |               |               |     |               |               |               |               |     |
| Giochi Olimpici            | Non disputati | Non disputati | Non disputati | A   | Non disputati | Non disputati | Non disputati | Non disputati | 0-0 |
| Vittorie-Sconfitte         | Non disputati | Non disputati | Non disputati | 0-0 | Non disputati | Non disputati | Non disputati | Non disputati | 0-0 |